# موسیقی متقاطع

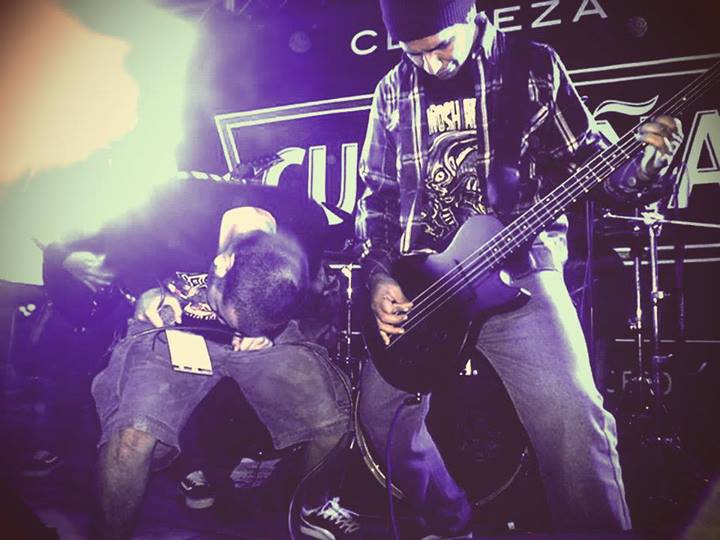
نوازنده در حال اجرای موسیقی متقاطع

موسیقی متقاطع نوعی از موسیقی است که حاصل ترکیب دو یا چند سبک موسیقی است. در کشورهایی که آمار موفقیت موسیقی‌های سبک‌های مختلف را در جداول ثبت می‌کنند، موسیقی متقاطع به قطعه‌ای گفته می‌شود که در بیش از یک جدول فهرست شود.
اصطلاح «راک متقاطع» که در دههٔ ۱۹۸۰ میلادی بسیار به کار می‌رفت اشاره به سبکی از موسیقی راک دارد که توسط گروه‌هایی نظیر متالیکا نواخته می‌شد و پُرتکاپوتر از راک معمولی بود.